# 穆罕默德·阿瓦利·阿卜迪
穆罕默德·阿瓦利·阿卜迪是一名索馬利蘭政治人物，現任索馬利蘭副總統。他是瓦達尼黨的成員，曾與總統提名人阿巴迪拉曼·穆罕默德·阿卜杜拉希競逐2024年總統大選，並在政治爆冷的情況下勝出。
穆罕默德在2017年的選舉中作為總統挑戰者阿巴迪拉曼·穆罕默德·阿卜杜拉希的競選副總統。2016年11月，他率領瓦達尼政界人士組成的大型代表團前往博拉馬參加競選活動。同月晚些時候，他在英國伯明翰舉行了一次競選活動。2017年4月，他還率領一個瓦達尼代表團前往瑞士，與當地的索馬利蘭移民社群和瓦達尼支持者會面。最終，總統大選由繆斯·比希·阿卜迪贏得連任。
2021年3月，在預定的2022年總統大選之前，穆罕默德和阿巴迪拉曼幾乎全票當選，分別成為瓦達尼副總統和總統提名人。大選後來延至2024年舉行。2022年6月，穆罕默德與其他瓦達尼國家級政治人物一同造訪赫西·阿里·哈吉·哈桑的家，因為赫西的家被指為親政府車輛襲擊的目標。赫西在現場發表講話，指稱現任政府針對包括穆罕默德在內的其他瓦達尼國家級政治人物，策劃了另一場未遂的車輛襲擊。在2024年11月選舉前一個月，穆罕默德承諾新總統政府將在博拉馬興建機場，並在博拉馬和巴基區之間興建高速公路。2024年11月13日，穆罕默德和阿巴迪拉曼在政治爆冷的情況下勝出。新政府於2024年12月12日宣誓就職。